# Сухлянка коричнева
Сухлянка коричнева, кольтріція коричнева (Coltricia cinnamomea (Jacob. ex Pers.) Murrill.) — вид грибів роду Кольтриція (Coltricia).

## Будова

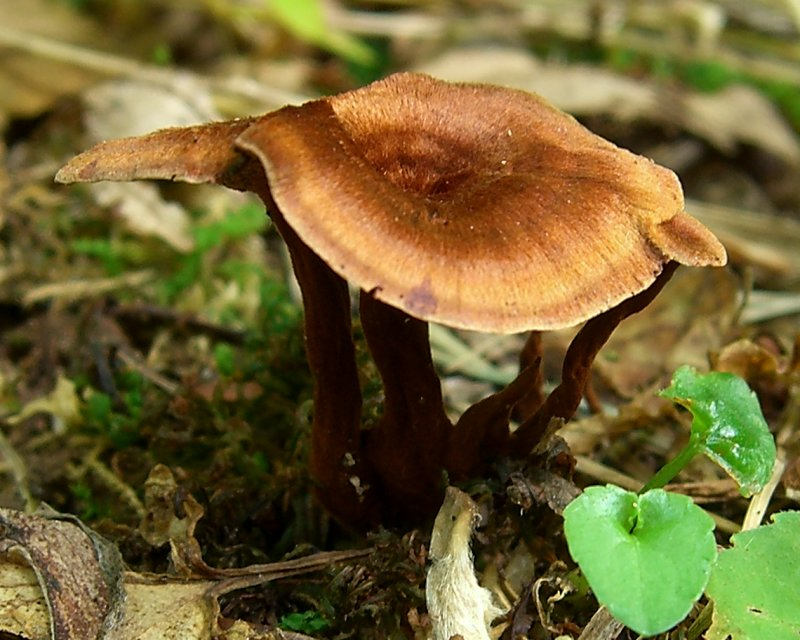
Сухлянка коричнева

Полодові тіла з центральною ніжкою. Шапинки тонкі, округлі, приплюснуті, лійкоподібно вгнуті або з горбиком в центрі, 1,5-3 см в діаметрі, часто зростаються своїми краями. Ззовні шапинки ніжношовковисті, блискучі, з радіальними тонкими смугами, яскраві, червонувато-бурі або коричневі, потім буро-руді. Край гострий. Трубочки 1-2 мм завдовжки, жовто-іржаві, пізніше темно-буруваті. Пори кутасті, 0,3-0,9 мм в діаметрі. Ніжка циліндрична, інколи біля основи потовщена, блідо-іржава або одного кольору з шапинкою. Гіфи тонкостінні, жовто-буруваті. Спори блідо-жовтуваті, еліпсоподібні, гладкі.

## Поширення та середовище існування
На зруйнованій або гнилій деревині, поодиноко або невеликими групами, в основному в букових лісах. Дуже рідкісний вид. В Україні росте в Прикарпатті.

## Практичне використання
Неїстівний гриб.